# بيل ماي (سياسي)
بيل ماي (بالإنجليزية: Bill May)‏ هو سياسي أمريكي، ولد في 6 أبريل 1902 في إنجلترا في المملكة المتحدة، وتوفي في 1 يونيو 1989 في سبوكين في الولايات المتحدة. انتخب عضو مجلس نواب واشنطن.